# 两河镇 (彝良县)
两河镇，是中华人民共和国云南省昭通市彝良县下辖的一个乡镇级行政单位。
2012年8月30日，云南省人民政府批复同意撤销两河乡，设立两河镇。

## 行政区划
两河镇下辖以下地区：
两河村、铜厂村、大竹村、白米村、小溪村、田黄村和半河村。